# 外交

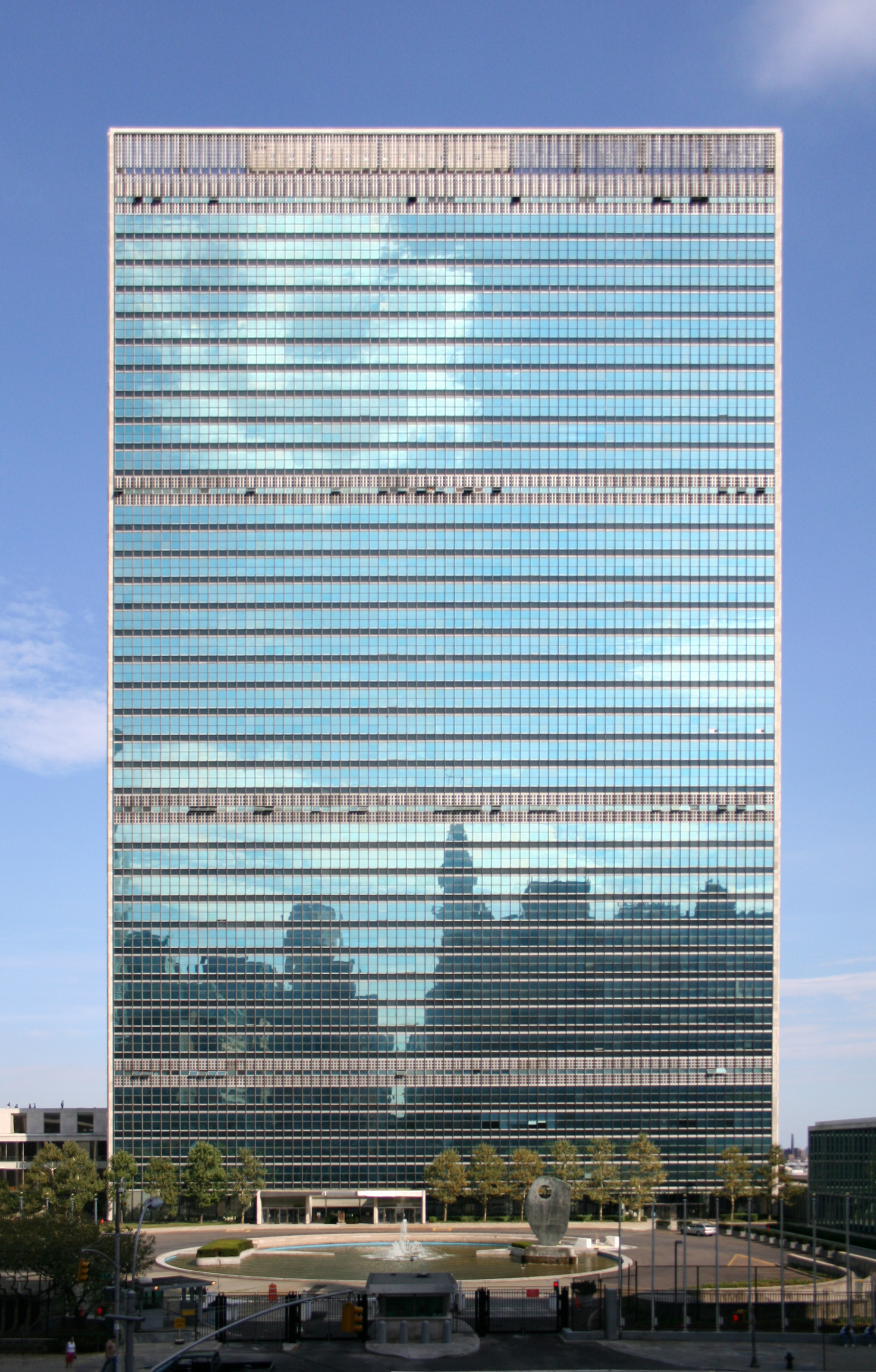
聯合國位于纽约的总部。聯合國是世界上最大的國際組織

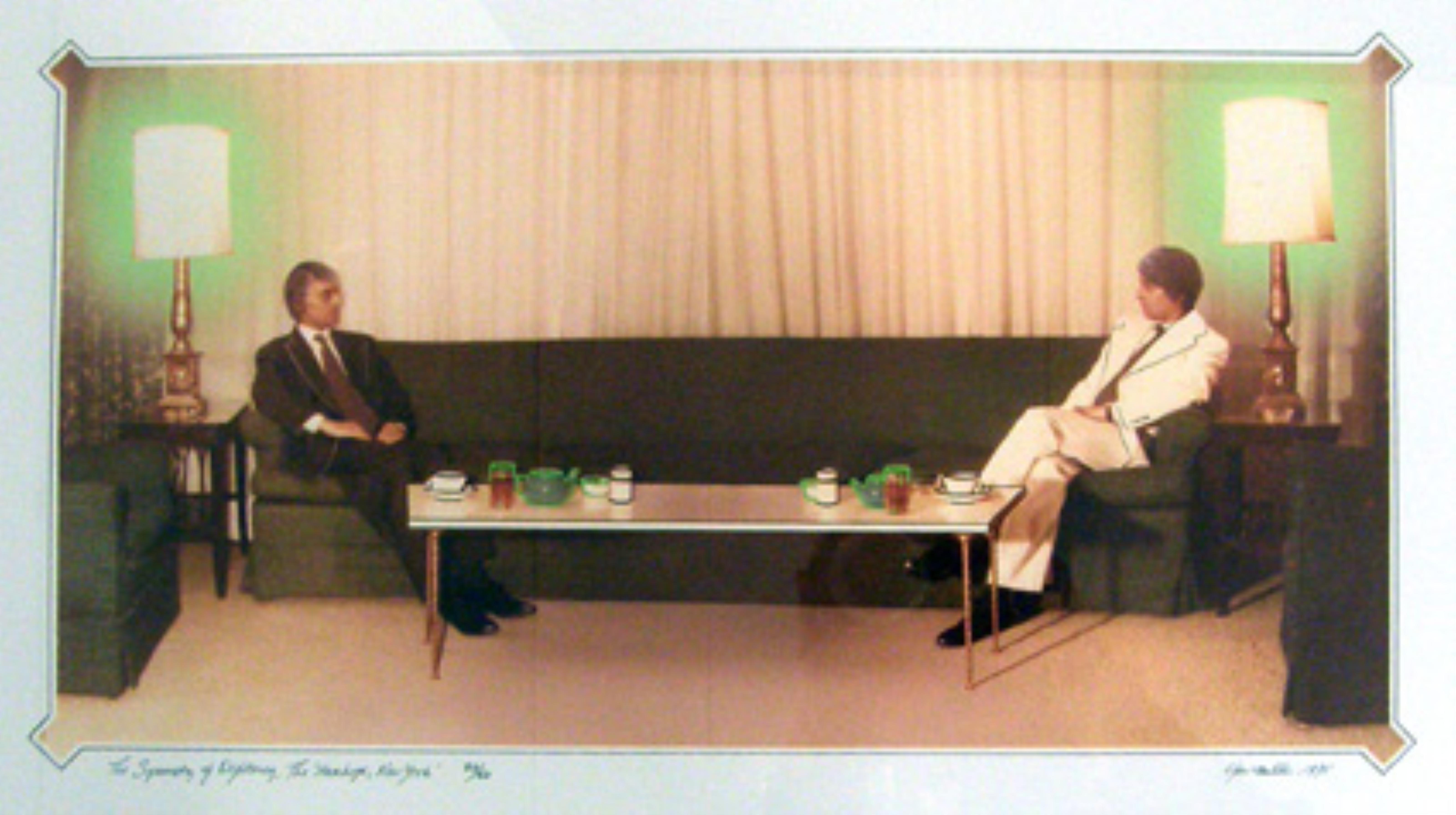
Ger van Elk, Symmetry of Diplomacy, 1975, 格羅寧根博物館典藏

外交（英語：diplomacy）是指一個主权国家或国际组织等在國際上的活動，通過外交人员就和平、文化、經濟、科技、貿易或戰爭等問題進行会谈的過程，其目的在於建立能夠滿足彼此需求的關係。其方式包括：互派外交人员、進行談判、會談。

## 詞源
英语  一詞，来自古希腊语的 ，dĭ́plōmă，由词根 ，diplóō，「我折叠」和 ，-mă组成。
它原指摺疊的文件，用以證明持有人的身份，以及所賦予的通行和其他的權利。在羅馬帝國時代，diploma指可以在帝國道路旅行或過境的文件如護照或通行證之類。18世紀，法國人開始稱呼他們與外國使管打交道的官員為「外交人員」（法語：corps diplomatique），意指代表政府從事交涉談判的人。

## 目的
外交的目的，在於促進國家利益。而這些利益則受地理環境、歷史因素和經濟發展等影響；但最主要以維護國家主權的獨立、完整和安全為第一要務。另外保持國家最大範圍的自由行動，亦屬重要任務。再來，外交所尋求的，是不用武力和不引起仇恨而達到追求最大國家利益的使命，以語言作為，主要又以維持和平為主要之務。外交的最大功能在「不以暴力為手段來達成協議」
外交與「外交政策」不同，「外交政策」指一個國家在國際社會中採取主導性的行為，以達到其利益的追求。通常所謂「弱國無外交」，意指弱國不易執行積極的和主動的外交政策以爭取其最大的國家利益或達成其目標。
外交與涉外或對外關係亦不相同。
外交指不同的國家政府與政府間的官方關係，而涉外關係則具有更廣闊的空間，包括經貿、文教等等。

## 外交官和外交代表機構
外交官是從事外交事務的專職人員，一個國家駐另一個國家的外交單位被稱為外交代表機構。大使是一個外交代表機構最高的官員（館長），由一位大使領導的外交代表機構叫做大使館。一個國家駐另一個國家所有外交官的總稱是外交使團（參見外交官銜）。

## 歷史

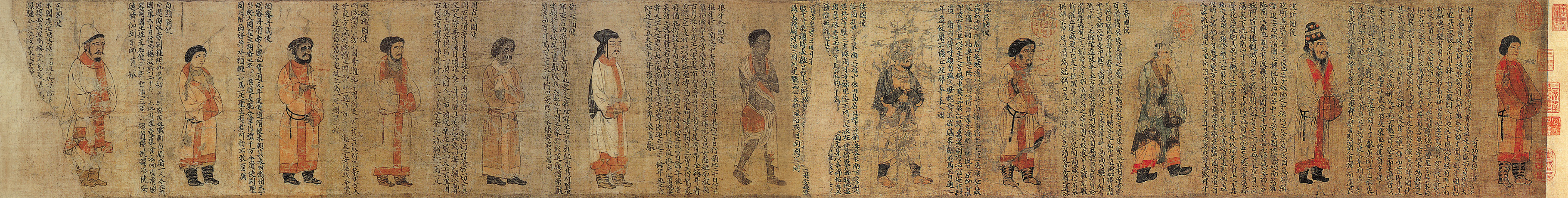
6世纪南朝梁梁元帝繪製的《職貢圖》，記載不同國家使者的特徵，從左至右：且末，白題，胡蜜丹，呵跋檀，周古柯，鄧至，狼牙修，倭，龟兹，百济，波斯，滑/嚈噠

能夠進行外交事務是一個國家的基本定義元素。從上千年前的城市國家開始人類就開始從事外交了。在人類歷史的進程中，大部分外交官的職責是被派到另一個國家就一個特別問題進行談判，談判後立刻回到本國。外交官一般出自統治者家庭或者是高級官員，來使得他們與其他國家談判的結果有一定的合法性。
中国在春秋战国时代外交就已经很发达，所谓合纵连横、折冲樽俎，还有“两国交兵、不斩来使”，说的就是古代外交。在西方，古希腊时代各个城邦国家之间的“结盟”、“交战”，也是外交发达的表现。
現代外交一般被看作是從文藝復興早期的意大利北部開始的，最早的大使館是在13世紀裏設立的。米蘭在這個過程中起了一個尤其重要的作用，它首先開始在意大利北部其他城市裏設立常駐大使館。今天的許多外交習俗就是從當時的意大利開始的，一個例子是大使上任時向對方國家元首提交其任命書（国书）。
從意大利出發的這種風氣，逐漸擴展到其他歐洲國家。1455年米蘭首次向法國派遣代表。但它拒絕接受法國派遣任何代表，因為它懼怕法國代表會從事間諜活動或干涉米蘭內政。很快大的歐洲國家開始互派代表。1487年西班牙向英國派遣大使。到16世紀末常駐外交代表已經成為一個習俗。只有神聖羅馬帝國皇帝一般不派遣常駐大使，原因是德意志各邦都有一定權力，皇帝在德意志的權利有限，無法代表所有德意志地區王公的意見。
許多現代外交的儀式是在這段時間裏形成的。大使成為最高級的外交官。當時的大使都是貴族，隨著他代表的國家的地位大使的貴族地位也各不相同。大使們需要擁有巨大的駐地，經常舉辦豪華的慶祝，在他們所駐的國家裏是宮廷中的重要任務。在羅馬，最重要的大使是法國和西班牙的大使，他們每年的花費驚人。即使是小國家的大使的花費也很大。因此小國家往往只派遣公使，其地位低於大使。全權公使的地位位於兩者之間。
當時的外交比今天的還要複雜，各國大使的地位按照家族區分而不同。國家的地位則按照它們的君主的地位而不同。在天主教國家裡，教廷的大使的地位最高，隨後是王國的大使，然後是公國的大使，共和國的大使的地位最低。兩個王國的大使地位孰高，更是一件不斷變換的和爭吵不休的事情。許多貴族大使既無外交經驗也對外交事務不感興趣，因此大多數的事務是大使館雇員辦理的。這些大使館雇員地位雖然很低，但往往對所駐國的情況較為瞭解。而大使館裡一般都有大量的雇員，包括專門從事間諜事務的情報員。由於大使館的大量人員需求，許多大學加強了對國際法、現代語言和歷史的培訓來滿足這個需要。
與此同時，幾乎所有歐洲國家開始建立外交部長一職來協調其大使館及其工作人員的工作。當時的外交部長與今天的還相差甚遠，這些部長有些同時還身兼許多內政責任。直到1782年為止，英國有兩個任務交錯的外交部，當時的外交部比今天的也小得多。1780年代最大的外交部是法國的外交部，共有70名全職雇員。
18世紀初外交習俗到達了俄國。法國大革命大大地破壞了當時的外交風俗，法國和法國佔領地區派出的外交官往往是平民，過去的貴族等級關係完全被廢除。拿破崙也不遵守外交習俗，他對緩慢的外交過程沒有耐性，不承認外交豁免權，他逮捕了多名英國外交官，指責他們在法國從事間諜活動。
拿破崙倒臺後在1815年的維也納會議上正式建立了國際公認的外交級別。但一直到第二次世界大戰後還會出現國家之間就其先後的爭吵。
歐洲以外的外交傳統與今天的外交習俗差異非常大，東亞的傳統外交習俗參見朝貢體系。中東地區、中國和奧斯曼帝國很長時間裏不願接受歐洲的外交方法。比如奧斯曼帝國不肯向其他國家派遣大使，而是要其他國家在君士坦丁堡設立使館。一直到19世紀奧斯曼帝國才向歐洲國家派遣使者。隨著歐洲殖民政策在全世界的普及，歐洲的外交系統也被推廣到了世界其他地區。
在中東有使用外交官作為保障人的習俗，在這裏外交官有一定的類似於今天的人質的作用。類似的習俗在中國的春秋時期和戰國時期也有過。外交官被看作是對方履行條約的保障。假如對方違約的話外交官要被受懲罰。為了保障這樣的懲罰設計，對方的統治者外交官必須是高級官員或者是對方統治者的親屬。1979年的伊朗人質危機也被看作是這個習俗所造成的。當時伊朗革命的支持者佔領美國使館以此作為對美國的懲罰。

## 外交豁免權
外交官受到的保護有很長的歷史，這個保護被稱為外交豁免權。
外交官之權利主要是在17世紀中於歐洲形成的。史上第一次有著正式關於外交官權利的國際法規是1961年設立的維也納外交關係公約，其中有為求保護派駐國之尊嚴，而規定外交官在從事外交任務的過程中不受迫害和不受法律制裁。假如一名外交官在他所駐的國家裡的確犯法的話可以被驅逐。一般這些外交官將會在他隸屬的國家境內受法律制裁。
外交通訊一般被看作是不容受侵犯的，外交官一般允許攜帶任何物品通過邊境而不被搜查。外交郵袋也不受海關或邊防的檢查。但是近年來，由於竊聽和偵探系統的進步，外交郵袋越來越少被使用了。
假如兩國關係惡化或者由於所駐國內的安全得不到保障，外交官有可能被撤回。撤回大使或其他高級外交官也是一種對所駐國表示抗議和不滿的做法。在這種情況下一般有下級的外交官留守在外交駐地來完成一般的工作。
歷史上始終有因某些因素或政治情況而殺害或謀殺外交官的事件發生，但一般來說，這個行為被看作是野蠻的和非常不光彩的。

## 外交和間諜
外交與間諜活動是息息相關的。大使館同時是外交官和間諜的基地，也有出現外交官在駐在國間諜的情形。有些外交官是明的間諜。比如武官的任務包括儘量獲取所駐國的軍事情報。他們不隱蔽他們的這個任務，一般也只能獲得所駐國願意讓他們獲得的情報。許多大使館內也有隱蔽的間諜，他們在大使館內的職務只不過是一個掩護，而他們的真正任務是收取非法的情報，一般是管理和調節當地的間諜圈。一般來說大使館內的間諜本身很少直接去偷取情報，他們的真正身份也很容易暴露。有時這樣的間諜身份暴露後會被驅逐，但更可能的是當地的反間諜機關會利用這些間諜來試圖監視他們、利用他們來暴露其他間諜的身份或者利用他們來提供假情報。
間諜獲取的情報在外交過程中也起了一個非常重要的角色。沒有間諜衛星和間諜報告的幫助，裁軍條約幾乎是根本不可能的。間諜獲取的情報對外交的任何方面，從貿易協議到領土爭端，都是非常重要的。

## 外交上的承認

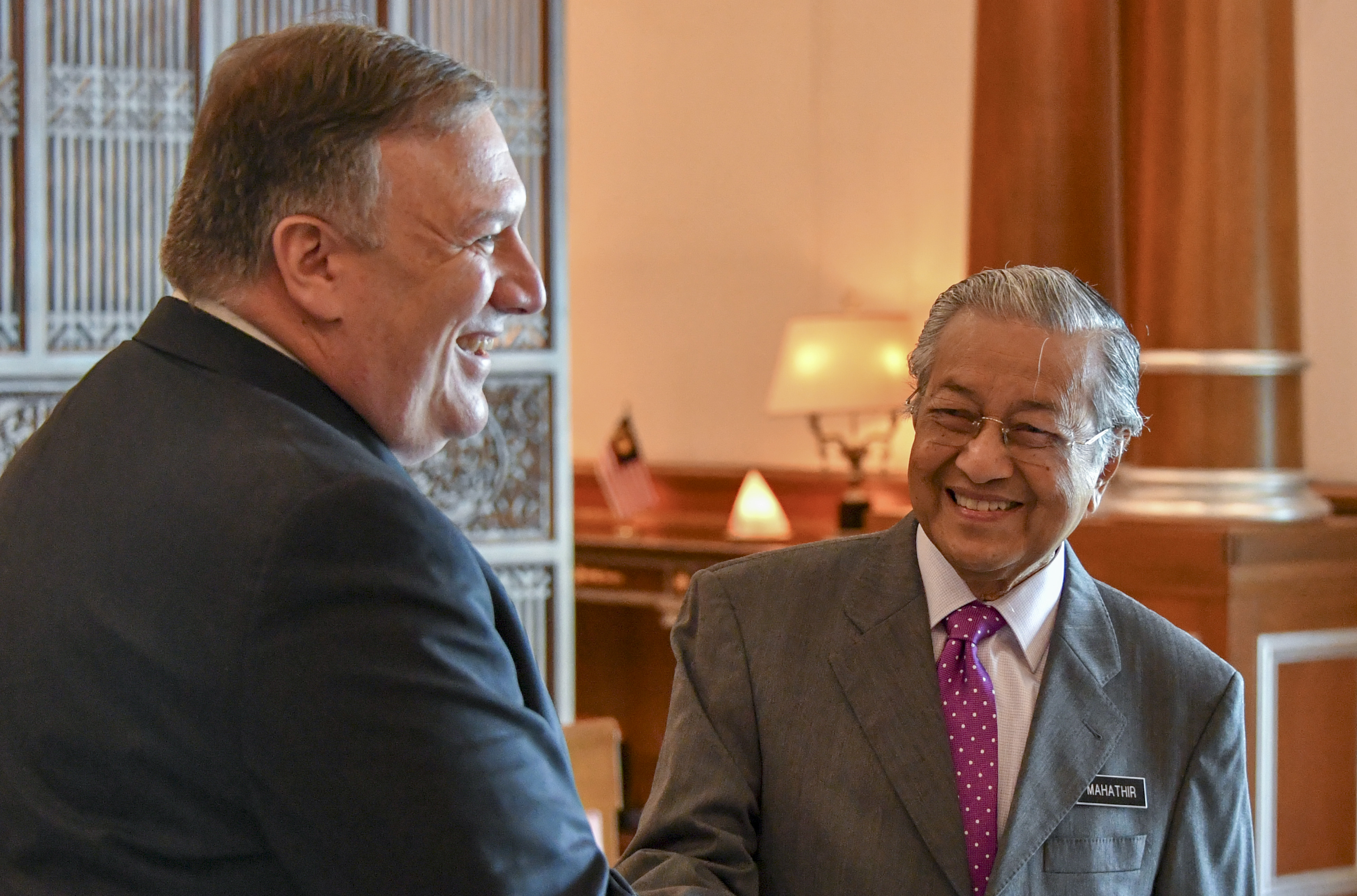
两国领导人会面（图为2018年美国国务卿迈克·蓬佩奧與马来西亚首相马哈迪·莫哈末會面）

外交承認的多寡，是國家是否獨立的重要標準。有時擁有主權、領土的政治實體也不易獲得國際上的承認（參見有限承认國家列表）。例如歷史上荷蘭長時間無法得到其他國家承認，即使其最緊密的同盟者為其國家利益也不見得完全承認它。
以中華民國為例，直到第二次國共內戰失利退居臺灣以後，依舊為除社会主义国家以外的絕大多數國家所承認代表中國的唯一合法政權。1970年代因國際政治因素，中華民國退出聯合國，其席位由中華人民共和國取代，此時世界上其他國家也紛紛轉向與中華人民共和國建交，後來與中華人民共和國有建交但是不願意放棄與中華民國之外交關係的國家，則在臺灣設立類大使館的官方或非正式的代表機構，作為政治、經濟、文化等關係的交流管道，例如美國在臺灣設有「美國在台協會」，日本設立「財團法人日本台灣交流協會」，德國設立「德國在台協會」等機構。而中華民國在美國各州設立類大使館的官方機構則稱臺北經濟文化代表處。
其他未受大多數國家承認的政權有阿布哈茲、德涅斯特河沿岸、索馬里蘭、阿爾察赫共和國、北塞浦路斯、科索沃、南奧塞梯、阿拉伯撒哈拉民主共和國等。

### 建交
建交，即建立外交關係，是兩國在相互承認的基礎上，經過協商談判，就建立外交關係、派駐外交代表等問題達成協議，並互派外交代表後，外交關係即正式成立。兩國的建交協議通常以發表聯合公報或換文等形式公佈。

### 斷交
斷交，即斷絕外交關係，是由於特定事件的發生，導致相互間存在外交關係的國家主動或被動斷絕一切外交往來的狀態。例如，戰爭與武裝衝突的法律後果之一就是外交關係的斷絕。斷交後，享有外交特權和豁免的人員應得到便利儘快離開駐在國的國境。

## 非官方外交
國家之間使用非官方外交的歷史非常悠長。一般來說在這些場合裏一個國家通過被另一個國家元首信任的、有聲望的人來傳遞非官方的意見。美國和中華人民共和國之間就經常使用這樣半官方的管道來交換意見，一般進行這樣的外交活動的人是學術思想庫的對話者。一般來說假如一個國家想要向另一個國家傳遞其意圖，或者提出一個解決一個外交問題的建議，而又不願或不能使用正式的外交和官方途徑的時候就會啟用非官方外交。
二軌外交是一種特殊的非官方外交，在這種情況下非官方人物（學者、退休的民官或軍官、公共人物、社會活動家等）進行交談來試圖解決爭議或者建立互相之間的信任。這樣的二軌外交可能是政府提出的，有時也可能完全與政府無關，偶爾甚至遭到政府的反對。

## 小國外交
在外交研究上，小國外交越來越受到重視，小國的發展常常會受到一些跨國因素的影響，例如氣候變遷、供水安全及世界經濟的變化，外交是這些小國可以在國際社會表達其觀點及目標的主要機會，因此小國支持國際合作的動力及意願很強。但因為小國可以運用的資源有限，如何有效的用外交方式達到其目的仍然是小國很大的挑戰。

## 種類
有許多不同有關外交的分類及策略，國際組織及國家應用這些外交策略達成其目的，每個策略都有其優點及缺點。

### 預防性外交
預防性外交是一些為了避免國際之間爭端、避免爭端演變衝突，或是避免衝突擴大而有的外交措施。自從冷戰後，國際社會就透過國際組織關注預防性外交。

### 公共外交
公共外交是藉由傳播或溝通來影響各一國的民眾，而不是直接影響該國的政府。溝通的媒介可能是透過宣傳，或是像公民外交之類由兩國人民之間的互動而產生的外交媒介。由於科技的進步以及數位外交的出現，可以即時和外國的民眾互動，像Facebook外交及推特外交等方式也越來越為世界各國領導人或外交官所使用。

### 軟實力
軟實力是由約瑟夫·奈爾所提出，是設法培養其他國家對此一國家的關係、尊重甚至讚賞，藉而增加此一國家對外的影響力。軟實力常常誤解為和官方外交的實務有關，軟實力其實是指非官方的文化吸引因素，可以使其他國的人民因為對此一國家產品或文化的熟悉，進而對此國家有好感，例如美國的娛樂產業及音樂即為美國的軟實力之一。

### 金錢外交
金錢外交是一國以提供對外援助或是其他貨幣政策來達到其外交目的。

### 人质外交
人质外质是国家或准国家为实现外交目标而透过拘留或劫持人质的外交手段，这是弱小国家经常用来向强国施压的一种不对称外交。

### 炮艦外交
炮艦外交是特意顯示一國的軍事力量，來達到影響其他國家的目的。
炮舰外交一词源于帝国主义时期，当时，欧洲强权通过展示自身武力，威胁其他国家与其贸易或是签署条约（不平等条约）。在谈判期间，欧洲强权会派遣军舰到弱国附近海域。大部分弱国都会因此而屈服，但有时还需要这些军舰作出其他行为，展示自身武力，如开火。

### 綏靖主義
綏靖主義也稱姑息主義，是指通過在某些可能導致戰爭的事務上作出讓步，來避免戰爭的外交政策。像第二次世界大戰前，歐洲對納粹德國的行為即為綏靖主義，也因為後來仍然造成戰争，綏靖主義一般不認為是現代外交上的正當策略或工具。

### 核武外交
核武外交是有關避免核武器擴散及核戰爭的外交舉動，其中最為人知的（可能也是最具爭議的）是相互保證毀滅政策，也就是對立的兩方大量部署核子武器，如果有一方全面使用核子武器，則會造成兩方都毀滅的恐怖平衡政策。

### 引用
1. ↑  藝術與建築索引典—外交 的存檔，存档日期2011-11-04. 於2011 年4 月11 日查閱
2. 1 2  王曾才. . . 2009: 34-35.
3. 1 2 3 4 5  王曾才. . . 2009: 35.
4. ↑  
許世模. . 台灣公論報. 2008-05-16  [2013-12-28]. （原始内容存档于2013-12-28）.
5. ↑  .   [2013-12-28]. （原始内容存档于2013-12-28）.
6. ↑  陳錫蕃. . 全球瞭望. 臺灣中央社. 2011-05-27  [2013-12-28]. （原始内容存档于2012-07-08）.
7. ↑  . ETtoday. 2013-11-25  [2013-12-28]. （原始内容存档于2013-12-28）.
8. ↑  . 羊城晚报. 2006-01-24  [2013-12-28]. （原始内容存档于2013-12-28）.
9. ↑  . 美國在台協會.   [2014-01-07]. （原始内容存档于2014-01-11）.
10. ↑  . 駐美國台北經濟文化代表處.   [2014-01-07]. （原始内容存档于2013-12-28）.
11. ↑  Joseph V. Montville.  (PDF). Washington, D.C.: Foreign Service Institute. 1987-05-20  [2015-05-19]. （原始内容 (PDF)存档于2019-05-02）.
12. ↑  Dr. Mohammad Younus Fahim. . Lulu.com（英语：Lulu (company)）. : 56. ISBN 978-1-4466-9706-1.
13. ↑  Corgan, Michael. . e-International Relations. 2008-08-12  [2015-02-11]. （原始内容存档于2011-10-05）.

## 外部連結
- 中華人民共和國外交部 （页面存档备份，存于）
- 美國國務院 （页面存档备份，存于）